# Kuangqu, Yangquan
 Kuangqu är ett gruvdistrikt i Yangquan i Shanxi-provinsen i norra Kina. Det ligger omkring 86 kilometer öster om provinshuvudstaden Taiyuan. 
Kuangqu översätts till svenska med "gruvområde".